# Leptoctenus sonoraensis
Leptoctenus sonoraensis är en spindelart som beskrevs av Peck 1981. Leptoctenus sonoraensis ingår i släktet Leptoctenus och familjen Ctenidae. Inga underarter finns listade i Catalogue of Life.